# Fahd Chagra
Fahd Chagra, né le 6 septembre 1989 à Tunis, est un footballeur tunisien évoluant au poste de défenseur.

## Clubs
- 2008-juillet 2010 : Stade tunisien (Tunisie)
- juillet 2010-septembre 2013 : Étoile sportive du Sahel (Tunisie)
- septembre 2013-janvier 2014 : La Palme sportive de Tozeur (Tunisie)